# Nguyễn Lộc (võ sư)
Nguyễn Lộc (1912-1960) là một tôn sư võ thuật, sáng lập môn võ Vovinam.

## Thân thế
Ông sinh ngày 8 tháng 4 năm Nhâm Tý (tức 24 tháng 5 năm 1912) tại xóm Giếng, xã Hữu Bằng, Thạch Thất, tỉnh Sơn Tây (nay thuộc Hà Nội). Song thân ông là cụ ông Nguyễn Đình Xuyến và Nguyễn Thị Hòa. Ông là con trai trưởng, các em ông là Nguyễn Thị Thái, Nguyễn Dần (1928-2016), Nguyễn Hải và Nguyễn Thị Bích Hà.
Khi còn nhỏ, thể chất ông không được tốt, do vậy được gia đình cho theo học võ, với mục đích ban đầu là để phòng thân và tăng cường sức khoẻ. Nhưng do tố chất thông minh, lại ảnh hưởng thượng võ của vùng đất có nhiều sới vật nổi tiếng, ông nhanh chóng tiếp thu những tinh hoa võ thuật Việt Nam cũng như tìm thấy sự đam mê võ học.

## Cuộc đời võ nghiệp
Để tiện việc kinh doanh, buôn bán, gia đình ông chuyển lên sinh sống tại đường Harmand Rousseau, phía sau chợ Hôm (Hà Nội).
Sau một thời gian dài rèn luyện nhiều môn võ, Nguyễn Lộc đã nghiên cứu, phân tích đặc điểm kỹ thuật của từng môn võ, đặc biệt là các môn võ và vật cổ truyền Việt Nam, để đi tới sáng tạo một hệ thống kỹ thuật võ học mới với tên gọi buổi đầu là Võ Việt Nam (Còn được gọi là Việt võ đạo). Khi nghiên cứu hoàn tất Nguyễn Lộc bí mật đem Vovinam ra huấn luyện cho một số thân hữu cùng lứa tuổi vào năm 1938.

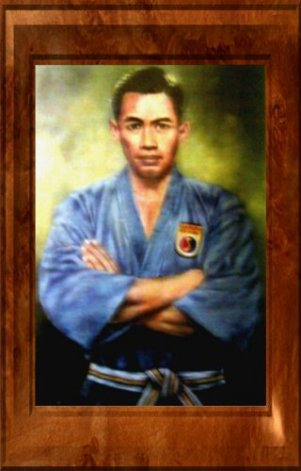
Tranh vẽ Sáng Tổ Nguyễn Lộc trong võ phục Môn phái Vovinam Việt Võ Đạo, mang đẳng cấp Bạch đai Chưởng Môn

Năm 1938, môn võ này bắt đầu truyền thụ tại Hà Nội, do Nguyễn Lộc đích thân huấn luyện. Đúng một năm sau, môn võ đã được nhiều giới biết tới. Hội thân hữu Thể dục Hà Nội của bác sĩ Đặng-Vũ Hỷ chính thức mời võ sư Nguyễn Lộc cộng tác để mở các lớp dạy võ công khai.
Năm 1939, Nguyễn Lộc đem lớp võ sinh đầu tiên công khai ra mắt dân chúng tại Nhà hát lớn Hà Nội. Cuộc biểu diễn thành công, và bác sĩ Đặng Vũ Hỷ (Trưởng Hội Thân Hữu Thể dục Thể thao đương thời) mời ông cộng tác tổ chức những lớp dạy võ công khai cho thanh niên Hà Nội. Nhận lời mời, Nguyễn Lộc khai giảng lớp võ công khai đầu tiên vào mùa xuân 1940 tại trường Đại học Sư phạm Hà Nội (École Normal). Thể theo yêu cầu của đông đảo môn sinh, môn Võ Việt Nam được viết tắt là Vovinam để chuẩn bị cho việc sẽ truyền bá ra ngoài phạm vi biên giới Việt Nam.
Sau đó nhiều lớp võ liên tiếp được mở ra. Sự phát triển của Vovinam đã khiến nhà cầm quyền Pháp e ngại và đã ra lệnh cấm không cho Nguyễn Lộc dạy.
Trong thời gian bị nhà cầm quyền Pháp ngăn cấm, ông Đặng Vũ Kính đã sử dụng quyền bất khả xâm phạm của một nghị viên đã đứng ra che chở, bảo vệ các môn sinh Việt Võ Đạo nhờ vậy mà các lớp võ bí mật vẫn được tổ chức và kéo dài hoạt động cho tới khi chế độ thực dân Pháp bị Nhật thay thế cai trị Việt Nam.
Nguyễn Lộc đã từng nhận lời cộng tác với chính phủ Trần Trọng Kim, nhưng cũng không ngăn cấm môn đệ tham gia hoạt động chính trị ái quốc với tư cách công dân. Các môn sinh Vovinam đã cộng tác với các đoàn thể ái quốc tổ chức các ngày Quốc Lễ: Giỗ tổ Hùng Vương, kỷ niệm Hai Bà Trưng, các công cuộc cứu tế xã hội trong chương trình cứu trợ nạn đói, triệt hạ tượng đồng tại các vườn hoa Paul Bert, Canh Nông... tại Hà Nội. Nhiều lớp võ tự vệ được mở ra ở trường Đại học Sư phạm Hà Nội, Trường Bưởi, Việt Nam Học Xá, sân tập Ấu Trĩ Viên, Bãi Septo, Bãi Nhà Đèn...
Năm 1946, khi cuộc kháng chiến bùng nổ, Nguyễn Lộc đã cùng một số môn sinh mở nhiều lớp huấn luyện võ thuật tại vùng Thạch Thất, tại trường Quân chính Trần Quốc Tuấn (nay là Trường Sĩ quan Lục quân 1 của Quân đội Nhân dân Việt Nam) tại phường Cổ Đông, thị xã Sơn Tây, tỉnh Hà Tây, và nhiều địa phương lân cận khác: Đan Phượng, Vĩnh Tường. Rất nhiều môn sinh Việt Võ Đạo đã chiến đấu dũng cảm và đã có rất nhiều người hy sinh vẻ vang dưới ngọn cờ độc lập dân tộc.
Tháng 8 năm 1948, Nguyễn Lộc trở lại Hà Nội tiếp tục mở lớp dạy võ.
Năm 1951, ông thành lập Việt Nam Võ Sĩ Đoàn và mở rộng việc truyền bá võ thuật qua các lớp võ đại chúng tại sân trường Hàng Than, Hà Nội.
Tháng 7 năm 1954, Nguyễn Lộc vào Nam, cùng một số đệ tử tâm huyết mở võ đường tại Sài Gòn. Nguyễn Lộc cử các võ sư môn đệ phụ trách huấn luyện võ thuật cho Hiến Binh Quốc gia (của Quân lực Việt Nam Cộng Hòa) tại Sài Gòn, Trung tâm Huấn luyện Hiến Binh Quốc gia Thủ Đức (của Quân lực Việt Nam Cộng Hòa), các lớp võ cho Công binh (Quân lực Việt Nam Cộng Hòa).
Ngày 29 tháng 4 năm 1960, Võ Sư Nguyễn Lộc qua đời tại Sài Gòn, Hưởng dương 49 tuổi. Trước khi qua đời, ông trao quyền chưởng môn lại cho ông Lê Sáng.

## Gia đình
Năm 1945, ông Nguyễn Lộc cưới bà Nguyễn Thị Minh (1924-2015), con gái của ông Nguyễn Ngọc Hoán và bà Bùi Thị Ngọ. Sau 15 năm chung sống, ông bà có được 9 người con (3 trai và 6 gái), các con trai là Nguyễn Đạo, Nguyễn Chính (võ sư Vovinam), Nguyễn Quang (mục sư), các con gái là Nguyễn Thanh Phương, Nguyễn Thanh Mai, Nguyễn Thanh Ngà, Nguyễn Thanh Phú, Nguyễn Thanh Bình, Nguyễn Thanh Mỹ. Sau Sự kiện 30/4/1975, cả gia đình ông Nguyễn Lộc đã di cư sang Mỹ ngụ ở Selinsgrove, Pennsylvania. Người con thứ năm là nam võ sư Nguyễn Chính (sinh ngày 19 tháng 8 năm 1955, nhập môn Vovinam từ năm 1974 tại Việt Nam), hiện đang sống ở Hoa Kỳ.